# Épiskopéion
L’épiskopéion, équivalent grec byzantin du latin episcopeum, est la résidence épiscopale dans les villes antiques tardives qui sont sièges d'un évêché. En général, cet édifice se présente comme une grande demeure aristocratique romaine tardive habituelle, ordonnée autour d'une cour à péristyle, avec un triclinium, des bains privés, et une salle d'audience, souvent de forme basilicale. L'identification de l'édifice comme résidence épiscopale est souvent problématique et repose essentiellement sur l'intégration de la construction au quartier épiscopal : l'épiskopéion est en général adjacent à la cathédrale, avec laquelle il possède parfois un lien structurel.